# Shut up
，在英語中意思為“闭嘴”或“住口”，是一种常用的直接命令，与“安静”意思相似，但是通常被视为示意停止发出声音或以其他方式沟通的更愤怒、更有力的要求。这句话可能是或（闭上嘴巴）的缩写，其使用通常被认为是无礼的。

## 最初含义和发展
20世纪以前，这句话很少用作祈使語氣，有着完全不同的含义。说某人被，意思是他们被锁起来、被隔離檢疫或被囚禁。例如，《钦定版圣经》指示，如果祭司确定一个人出现患病的某些症状，“祭司就要将有灾病的人关锁（shut up）七天。”这句话也有关闭某物的含义，比如关闭业务，这也就是（闭上嘴巴）的可能起源。
一个来源表示：
使用这句话以示“保持静默”可以追溯到16世纪。其中包含这个含义的这句话的作品有：莎士比亚的《李尔王》、狄更斯的《小杜丽》以及吉卜林的。
然而，这句话在莎士比亚的《李尔王》的使用仅限于在第二场的末尾时提及关门，里根与康华尔两人建议国王：“把门关上”（Shut up your doors）。这句话早期的含义，把某物闭上，在《小杜丽》广泛使用，但是其中有一次的使用预示着现代用法：
早在1989年末，一个文学作品明确地传达较短俗语的使用：
1888年的一个来源显示一句话与其的相似度；莎士比亚在《无事生非》使用西班牙短语，据说相当于俗语。魯德亞德·吉卜林也在1892年出版的一首诗《年轻的英国士兵》（The Young British Soldier）使用这句话；一位经验丰富的退伍军人对着新兵说：。

## 变异
这句话可能增加咒骂缀，使这句话更有力，其中包括以及。的“heck”可取代较攻击性的咒骂缀。在即时消息通讯中，这些往往分别被缩写成和。类似的短语包括与或者与（通常较少攻击性）。另一个常见的变异是（闭上你的嘴），有时以传达相似意思的另一个词来取代（嘴巴）这个词，如头、脸、牙齿、（废话）、（脸颊）、（英国及新西兰等地）、（美国）或者古语。另一个变异以取代嘴巴，使要关闭的某物通过暗示被理解。
更改词的拼法、空格，以及口齿不清产生的变异有：、以及。若按推断，是a punch in the mouth的别称。
另一个变异，经常被斯泰西·伦敦（Stacy London）使用。奧利奧在2011年的一次电视广告也使用这个变异，促使一些家长抗议。